# Apples and Oranges
Apples and Oranges — третій сингл британського гурту Pink Floyd і перший сингл цієї групи, який не потрапив в чарти. Композицію «Apples and Oranges» написав Сід Барретт і вона вважається останньою композицією, яку музикант написав у складі Pink Floyd. На другій стороні синглу поміщена пісня «Paint Box», яку написав Річард Райт і яка є його першою композиторською роботою в складі Pink Floyd.

## Композиція та запис
«Apples and Oranges» написав Сід Барретт і вона вийшла у вигляді синглу 18 листопада 1967, це пісня про кохання і про дівчину, яку оповідач зустрів в супермаркеті.
Незадовго до відходу Баррета з групи, Pink Floyd записали театралізоване виконання цієї композиції на телебаченні в програмах «Шоу Пета Буна» і «American Bandstand» (це була перша поява Pink Floyd на американському телебаченні). Після того, як Баррета замінив Девід Гілмор, Pink Floyd записали інше виконання цієї композиції на бельгійському телебаченні.
Пізніше композиція «Apples and Oranges» з'явилася на збірниках The Best of the Pink Floyd (1970) і Masters of Rock (1974), а також на альбомі-збірнику Сіда Барретта An Introduction to Syd Barrett (2010).

## Учасники запису
- Сід Баррет — гітара, вокал;

- Роджер Вотерс — бас-гітара, вокал;

- Річард Райт — клавішні, орган, вокал;

- Нік Мейсон — ударні.